# Duna Környezetvédelmi Fórum
A DEF (Danube Environmental Forum/Duna Környezetvédelmi Fórum) 1999-ben alapított, 13 dunai ország 85 civil szervezetét összefogó civil szervezet, mely titkárságának 2006-tól a Magyarországon működő Baja Ifjúsági Természetvédelmi Egyesület ad otthont.

## Általános információ
A Duna Környezetvédelmi Fórum politikailag független, nonprofit környezetvédelmi civil szervezet. A szervezet küldetésének tekinti, hogy szoros együttműködésben kommunikációs csatornát képezzen a kormányzati szervek és a civil szféra között a Duna Régióban, ezzel is segítve a helyes döntés meghozatalát környezetvédelmi kérdésekben.
A DEF többéves múltra visszatekintő eredményes együttműködést tart fenn Baja város önkormányzatával, illetve az Eötvös József Főiskolával, a Kiskunsági Nemzeti Park Igazgatósággal, a Duna-Dráva Nemzeti Park Igazgatósággal, a Nemzetközi Duna-védelmi Bizottsággal (ICPDR), az Alsó Duna-völgyi Környezetvédelmi és Vízügyi Igazgatósággal, a Magyar Hidrológiai Társasággal, illetve az IUCN Green Belt programmal is.
A nemzetközi Duna-nap alkalmából 2005 óta szervez Waters Unite néven nemzetközi kenutúrát a Dunán és a Ferenc-tápcsatornán, hogy felhívja a figyelmet a magyarországi Alsó-Duna-völgy természeti értékeire, valamint a határokon átnyúló közép-dunai ártér egységességére. 2006 óta a DAM Duna Művészeti Mestere nemzetközi alkotói pályázat koordinátora, mellyel a Duna vízgyűjtőjén élő általános- és középiskolás fiatalok környezeti nevelését segíti elő.

## Főbb feladatok
1. A Duna védelme
2. Civil szervezetekkel való együttműködés a Duna mentén, nemzeti és lokális szinten
3. Akciótervek a Duna vízgyűjtőterületén elhelyezkedő 14 országgal együttműködve

## Működési terület
- Kapcsolatteremtés Ember és Természet között
- Környezettudatos nevelés
- Környezetvédelmi stratégia és elvek kialakítása
- A vizek ökológia védelme

A DEF legfőbb feladata a Duna és mellékfolyói biodiverzitásának és természeti értékeinek megőrzése és védelme szoros együttműködésben kormányzati szervekkel, civil szervezetekkel, helyi lakosokkal és mindenkivel, aki érintett a témában. A DEF stratégiájának sarkalatos pontja, hogy létrehozzon egy olyan széles körű civil szervezetekből álló platformot a Duna vízgyűjtőjének területén, amely kialakít egy egységes közös álláspontot a Duna környezetvédelmével kapcsolatban. A Duna Régió fenntartható fejlődésének és a fent említett cél elérésének a kulcsa a tökéletes kommunikáció lehet a nemzeti és nemzetközi szervekkel továbbá a civil szervezetekkel és a nyilvánossággal.

## Szervezeti felépítés
* DEF National Focal Points (NFPs)
Tagországonként egyetlen, fő kapcsolattartó civil szervezet; feladata a DEF nemzeti szinten való képviselete.
* DEF Board
Az NFP-k képviselőiből áll, az ő hatáskörük és feladatuk kialakítani a DEF jövőbeni terveit, stratégiáit. Évente kétszer, az Elnökségi Ülésen találkoznak személyesen.
* DEF Speakers
A DEF elnöksége által megválasztott szóvivők, akik nemzetközi szinten képviselik a szervezetet.
* DEF Központi Iroda
Feladata a tagszervezetek közti kommunikáció gördülékenységének biztosítása, DEF találkozók (Elnökségi Ülés, Taggyűlés, stb.) szervezése, a vállalt projektek menedzselése és az azokhoz kapcsolódó eseményeken való részvétel.

## DEF tagok
Több mint 170 civil szervezet egészen Ausztriától, Bulgárián, Bosznia és Hercegovinán, Horvátországon, Csehországon, Németországon, Magyarországon, Moldován, Románián, Szerbián, Montenegrón, Szlovákián, Szlovénián át Ukrajnáig.
13 államban irodája is van a DEF-nek, melyek nyitottak az új tagok felvételére, akik aktívan szeretnének részt venni a környezetvédelemben, különös tekintettel a Duna vízi élővilágának megőrzésében.
A tagság minden, a Duna környezetvédelmével kapcsolatban elkötelezett civil szervezet számára nyitva áll. Tagságért folyamodni a DEF Titkárságán (6500 Baja, Déri stny. 13. III. em. 4.) lehetséges.